# Coniopteryx plagiotropa
Coniopteryx plagiotropa là một loài côn trùng trong họ Coniopterygidae thuộc bộ Neuroptera. Loài này được Z.-q. Liu & C.-k. Yang miêu tả năm 1997.